# ローラーボール (1975年の映画)
『ローラーボール』（原題: Rollerball）は、1975年制作のアメリカ合衆国の映画。
ウィリアム・ハリソンの短編小説（日本語訳はハヤカワ文庫刊）を原作にハリソン自身が脚本を執筆、ノーマン・ジュイソンが監督した、近未来を舞台にしたSFアクション映画である。クライマックスでは東京を舞台にしたシーンも登場する。
BGMとしてバッハの「トッカータとフーガニ短調」のトッカータやレモ・ジャゾットの「アルビノーニのアダージョ」、ショスタコーヴィチの「交響曲第5番」第3楽章が効果的に使われている。
2002年にリメイクされた。

## あらすじ
西暦2018年。世界はエネルギー、食糧、住居、輸送、通信、娯楽をそれぞれ司る6つの大企業によって支配され、飢餓や環境汚染、人口増加はおろか、戦争や犯罪すらも存在しない時代となっていた。
そんな人類が闘争心の唯一のはけ口としていたのが、“ローラーボール”と呼ばれる都市チーム対抗スポーツであった。それは鉄製のフックが付いたグローブをはめた10人のプレイヤーで構成される2つのチームが円形トラックに向けて大砲から放たれた鋼鉄製の鉄球を奪い合い、マグネット・ゴールにシュートして得点を競うというもので普通のゲームでは暴力的な行為はファールとされた。
ジョナサン・Eはその中でエネルギー部門のヒューストン・チームの主力選手であり、同競技界におけるスーパー・ヒーローであったが、彼の人気と影響力が政治的な意味を持ち始めたことを恐れた社長のバーソロミューはジョナサンを抹殺しようと、次々と屈強な刺客を彼の試合に送り込んで来る。この試合では暴力的行為をファールとはせず認められるルールとされた。ジョナサンは東京、そしてニューヨークで過酷な闘いを繰り広げる。

## キャスト
| 役名           | 俳優                   | 日本語吹替                                                                |
| 役名           | 俳優                   | TBS版                                                                     |
| -------------- | ---------------------- | ------------------------------------------------------------------------- |
| ジョナサン・E  | ジェームズ・カーン     | 堀勝之祐                                                                  |
| バーソロミュー | ジョン・ハウスマン     | 田中明夫                                                                  |
| ムーンパイ     | ジョン・ベック         | 叶年央                                                                    |
| クレータス     | モーゼス・ガン         | 大宮悌二                                                                  |
| ラスティ       | シェーン・リマ―        | 藤本譲                                                                    |
| エラ           | モード・アダムス       | 芝田清子                                                                  |
| ダフネ         | バーバラ・トレンタム   | 高島雅羅                                                                  |
| マッキー       | パメラ・ヘンズリー     | 弥永和子                                                                  |
| 日本人医師     | バート・クウォーク     |                                                                           |
| コーチ         | ロバート・イト―        |                                                                           |
| 司書           | ラルフ・リチャードソン |                                                                           |
| 不明 その他    |                        | 村越伊知郎 村松康雄 藤城裕士 平林尚三 広瀬正志 林一子 蒔村三枝子 岡本牧子 |
|                |                        |                                                                           |
| 演出           | 演出                   | 蕨南勝之                                                                  |
| 翻訳           | 翻訳                   | 佐藤一公                                                                  |
| 効果           | 効果                   | 遠藤堯雄 桜井俊哉                                                         |
| 調整           | 調整                   | 横路正信                                                                  |
| 制作           | 制作                   | 東北新社                                                                  |
| 解説           | 解説                   | 荻昌弘                                                                    |
| 初回放送       | 初回放送               | 1979年6月11日 『月曜ロードショー』                                        |

## 関連作品
- ローラーボール (2002年の映画)
- デス・レース2000年
- バトルランナー
- サルート・オブ・ザ・ジャガー